# El hombre de papel (película de 1971)
El hombre de papel (en inglés: Paper Man) es una telefilme estadounidense de 1971 transmitida como una de las «películas de los viernes por la noche» que CBS-TV incluía entonces en su programación de horario estelar. También tuvo una breve presentación teatral con una versión más larga. Fue dirigida por Walter Grauman y dramatizada para televisión por James D. Buchanan y Ronald Austin, quienes trabajaban a partir de una historia escrita por Anthony Wilson. Fue protagonizada por Dean Stockwell, Stefanie Powers, James Stacy, James Olson, Elliott Street y Tina Chen.

## Trama
Cuatro estudiantes universitarios (Stefanie Powers, James Stacy, Elliott Street y Tina Chen) aprovechan una tarjeta de crédito emitida por error a alguien que no existe usando la computadora de su universidad para falsificar una identidad completa y borrar los cargos que acumulan en ella, hecho por Avery (Dean Stockwell), un mago de la computadora, para arreglar todo por ellos. Ninguno de ellos cuenta de que la computadora parezca tener ideas propias, o que comience a asesinarlos. En última instancia, un hombre empleado en la universidad (James Olson) demuestra haber robado la identidad que los estudiantes habían falsificado y haberla utilizado para cometer los delitos de los que los estudiantes habían culpado a la computadora.
Paper Man se produjo en un momento en que el robo de identidad no era un delito tan común ni tan difícil de cometer, como lo fue más tarde.

## Elenco
- Dean Stockwell como Avery Jensen
- Stefanie Powers como Karen McMillan
- James Stacy como Jerry
- Tina Chen como Lisa
- Elliott Street como Joel Fisher
- James Olson como Art Fletcher